# NGC 488
NGC 488 је спирална галаксија у сазвежђу Рибе која се налази на NGC листи објеката дубоког неба.
Деклинација објекта је + 5° 15' 21" а ректасцензија 1h 21m 46,6s. Привидна величина (магнитуда) објекта NGC 488 износи 10,4 а фотографска магнитуда 11,2. Налази се на удаљености од 29,3000 милиона парсека од Сунца. NGC 488 је још познат и под ознакама UGC 907, MCG 1-4-33, CGCG 411-33, IRAS 01191+0459, PGC 4946.